# Jean-Jacques Maurer
Jean-Jacques Maurer (25 febbraio 1931 – 19 novembre 1990) è stato un calciatore svizzero, di ruolo centrocampista.

## Carriera

### Club
Ha sempre giocato nel campionato svizzero.

### Nazionale
Ha collezionato 2 presenze con la propria Nazionale.